# سوماتورلین
سوماتورلین (انگلیسی: Somatorelin) یک عامل تشخیصی برای تعیین کمبود هورمون رشد است.  این ماده یک نسخه نوترکیب از هورمون آزادکننده هورمون رشد (GHRH) است.